# Keltisches Münzwesen

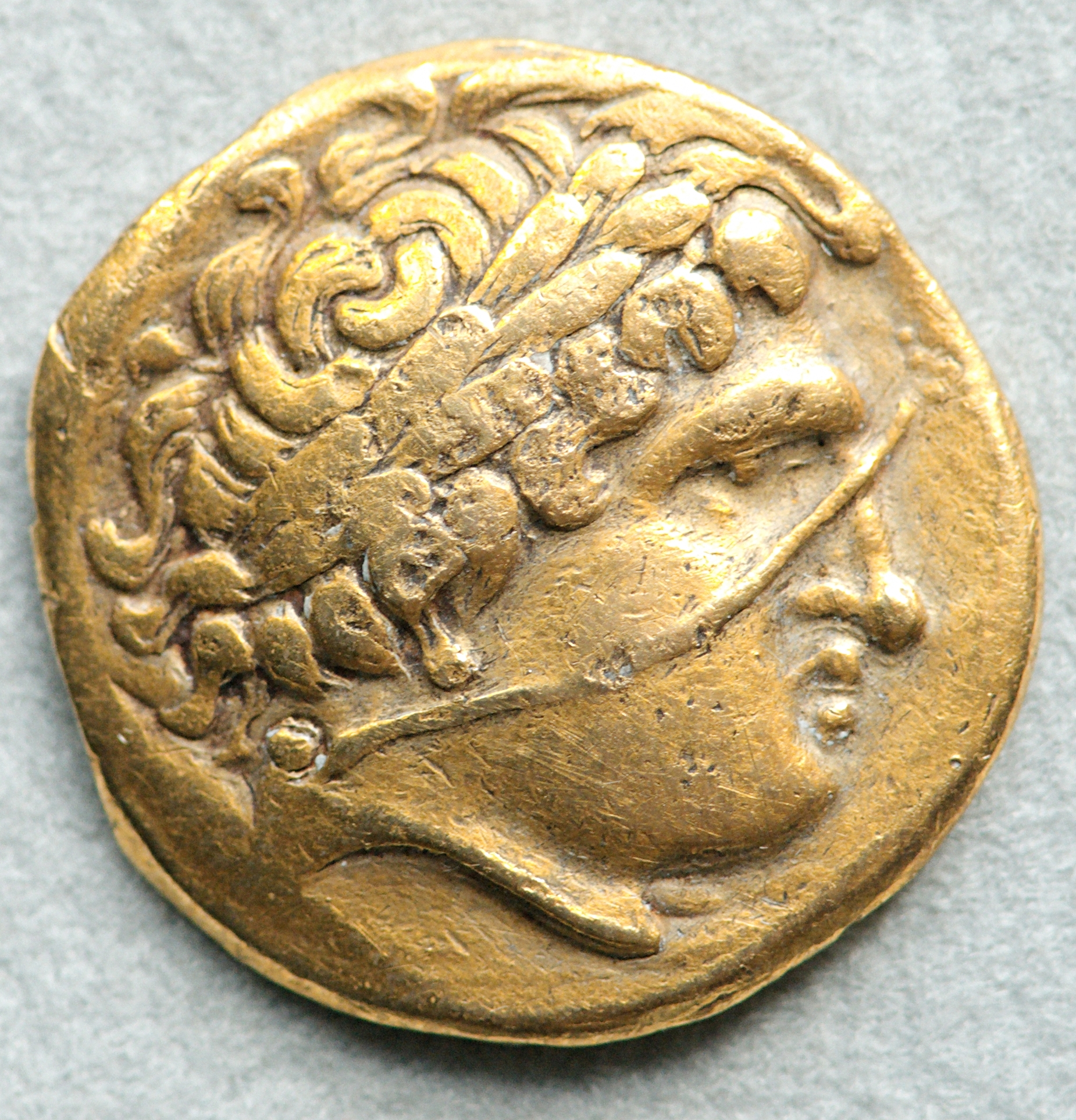
Keltische Nachahmung des Viertelstater Philipps II.

Das keltische Münzwesen bezeichnet die Münzprägung der Kelten im Zeitraum von ca. 300 v. Chr. bis zur Zeitenwende. Die wichtigsten Quellen bei der Erforschung der Kelten sind, aufgrund ihrer fehlenden Eigenliteratur, archäologische Funde, allen voran Münzen. Die keltischen Münzen bilden einen eigenständigen Teilbereich der Numismatik.

## Die Entwicklung
Die ersten keltischen Münzen lassen sich ungefähr auf das Jahr 300 v. Chr. datieren. Da auf diesen jedoch keine Prägedaten oder ähnliche Kennzeichnungen vorhanden sind, muss sich eine solche Datierung auf andere Gegenstände im selben Fund stützen.
Bei der Entstehung der keltischen Münzprägung spielt vor allem der Handel mit den Griechen eine wichtige Rolle. Städte wie die griechische Koloniestadt Massalia entwickelten sich über die Jahrhunderte zu lebhaften Handelsdomänen Galliens. Doch gerade hier stieß der in Gallien weit verbreitete Tauschhandel immer mehr auf Probleme, da sich im griechischen Einflussgebiet bereits das Münzwesen etabliert hatte. Zudem wurden auch die Solde von in Griechenland oder Rom stationierten gallischen Söldnern in Münzen ausgezahlt. Vermutlich durch diese Umstände angeregt, übernahmen die Kelten das Münzgeld als Zahlungsmittel. Wer die keltischen Prägungen veranlasst hat, ist mangels Quellen nur zu vermuten. Da uns die Namen der Stammesfürsten, welche uns aus Caesars Commentarii bekannt sind, ganz oder in Abkürzungen auf den Tetradrachmen (auch Viertelstater genannt) begegnen, ist anzunehmen, dass es sich bei den Fürsten auch um eine Art Prägeherren handelt. Dafür sprechen auch einige seltene norische Münzen, auf denen die Namen der Fürsten im Abschnitt geprägt sind.

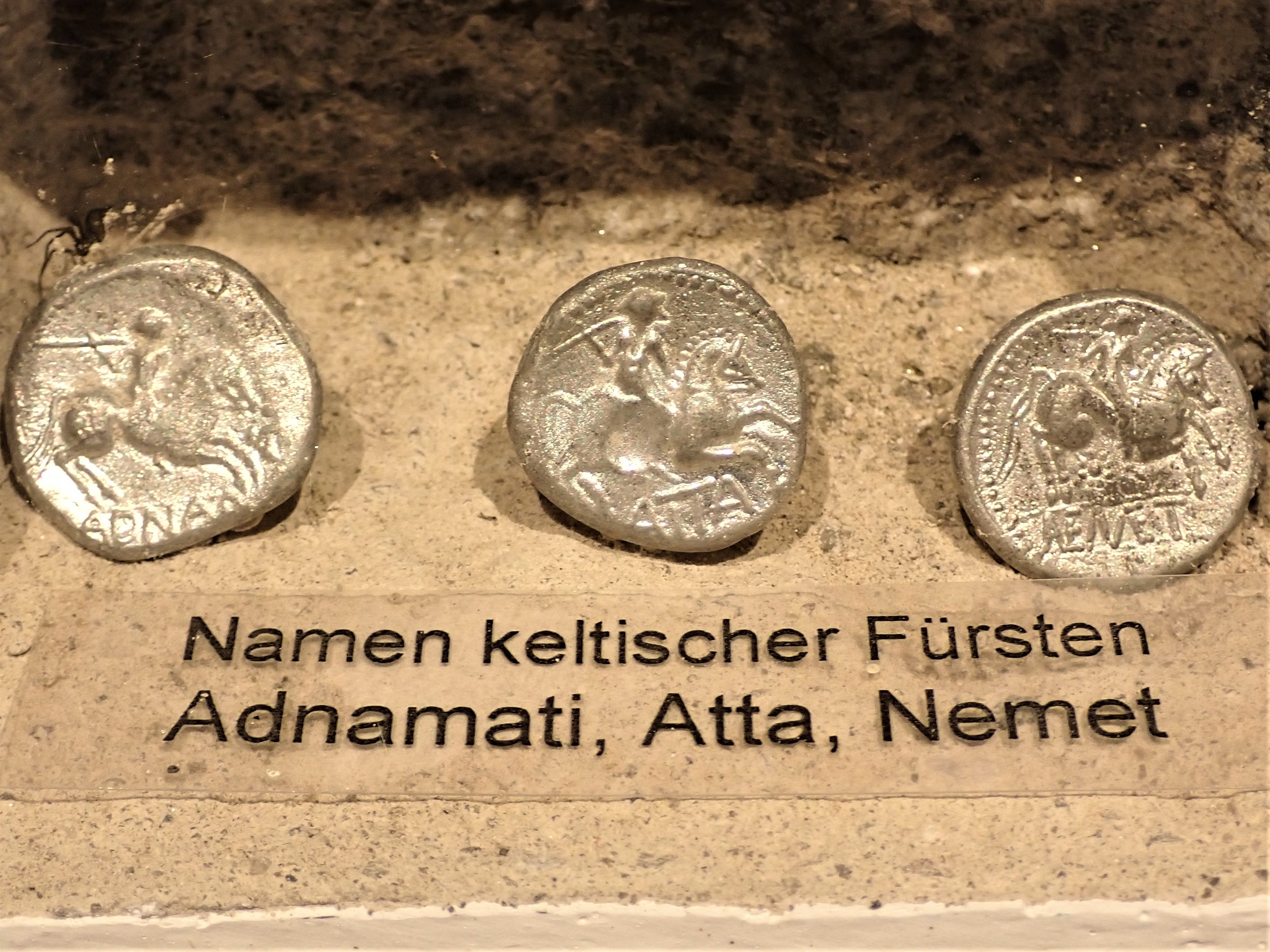
Namen keltischer Fürsten auf norischen Münzen, Römermuseum Teurnia

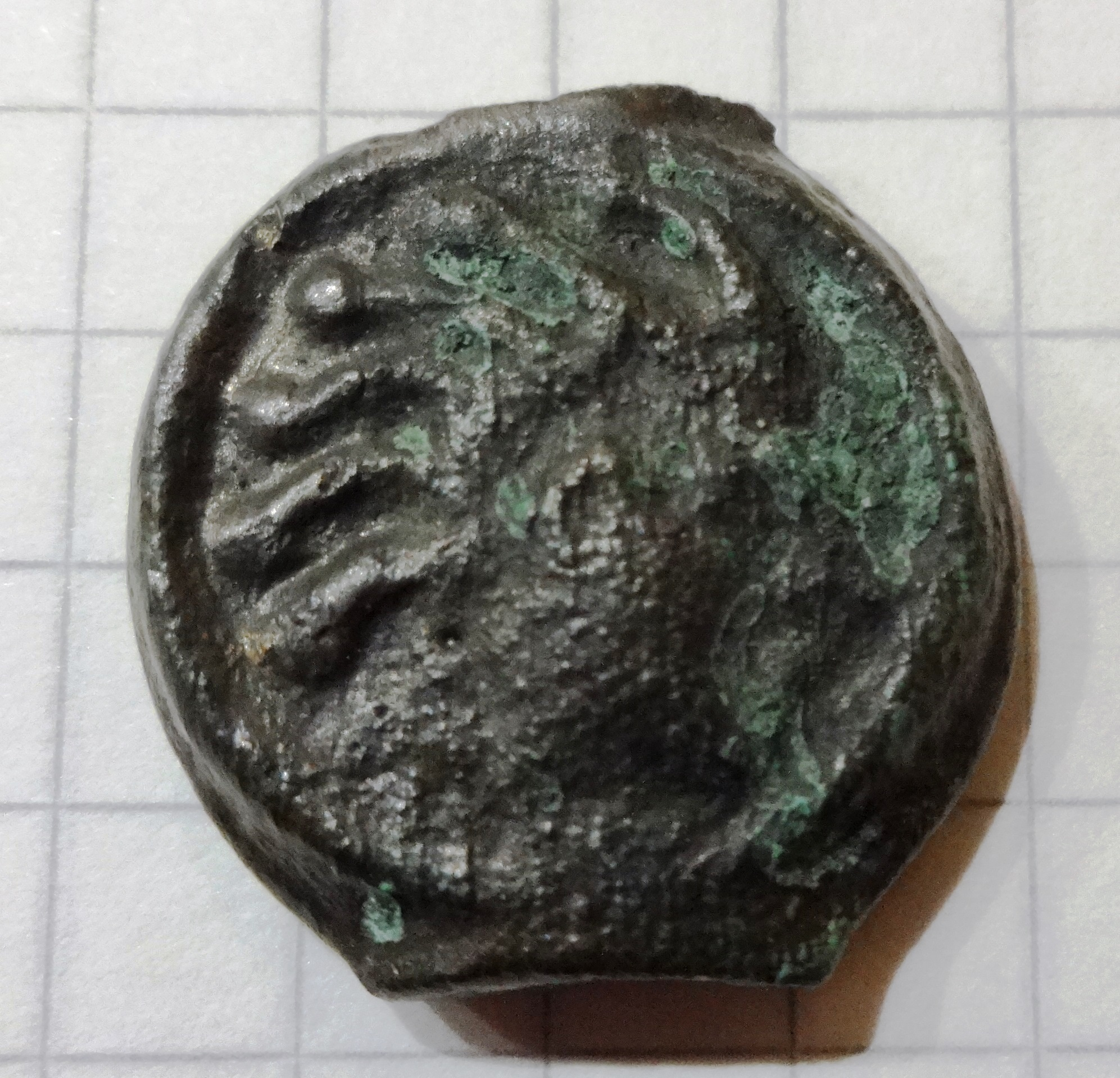
Potinmünze der Senonen, Kopfseite, ca. 50 v. Chr.

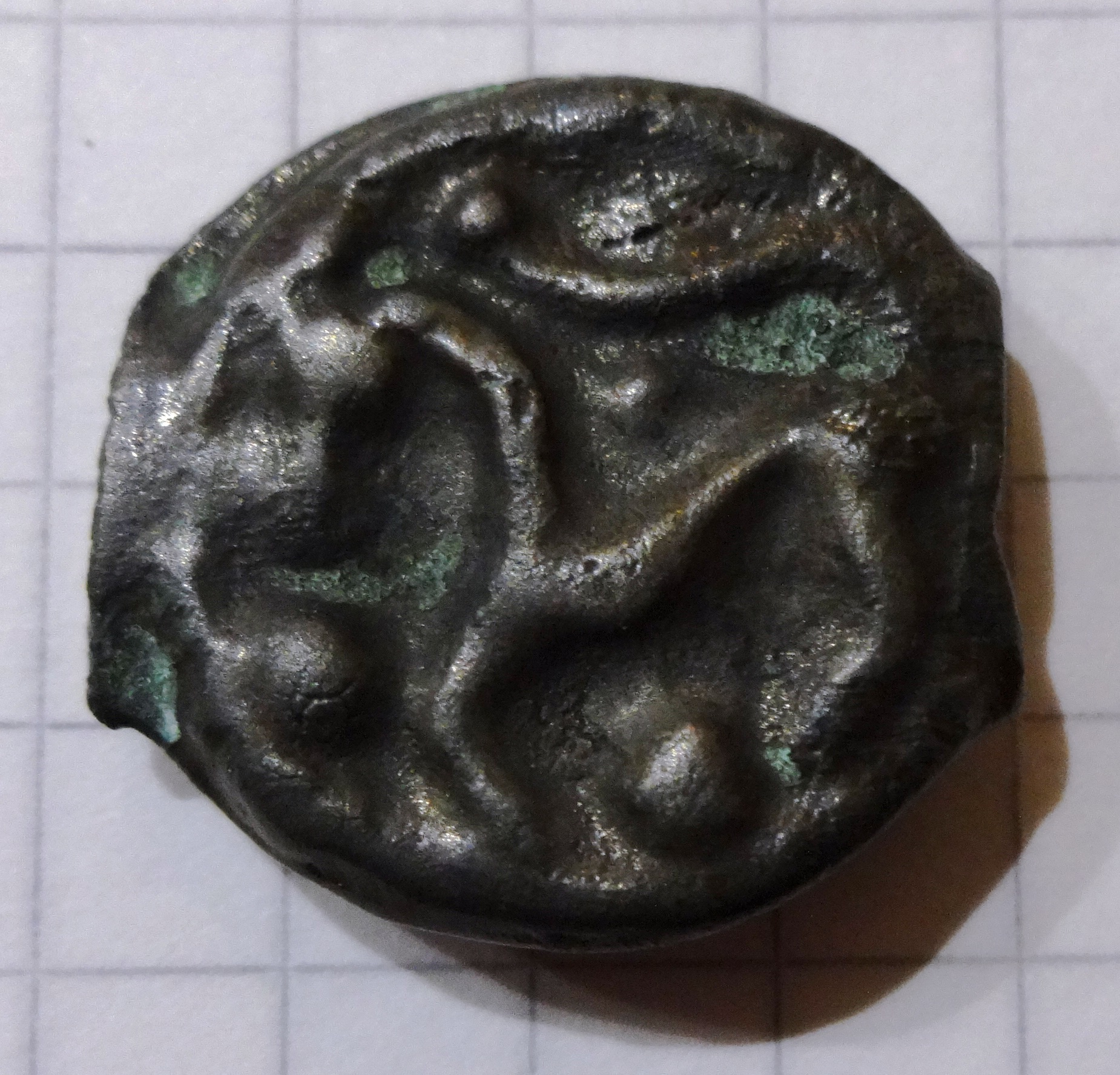
Potinmünze der Senonen, Rückseite mit Pferd, ca. 50 v. Chr.

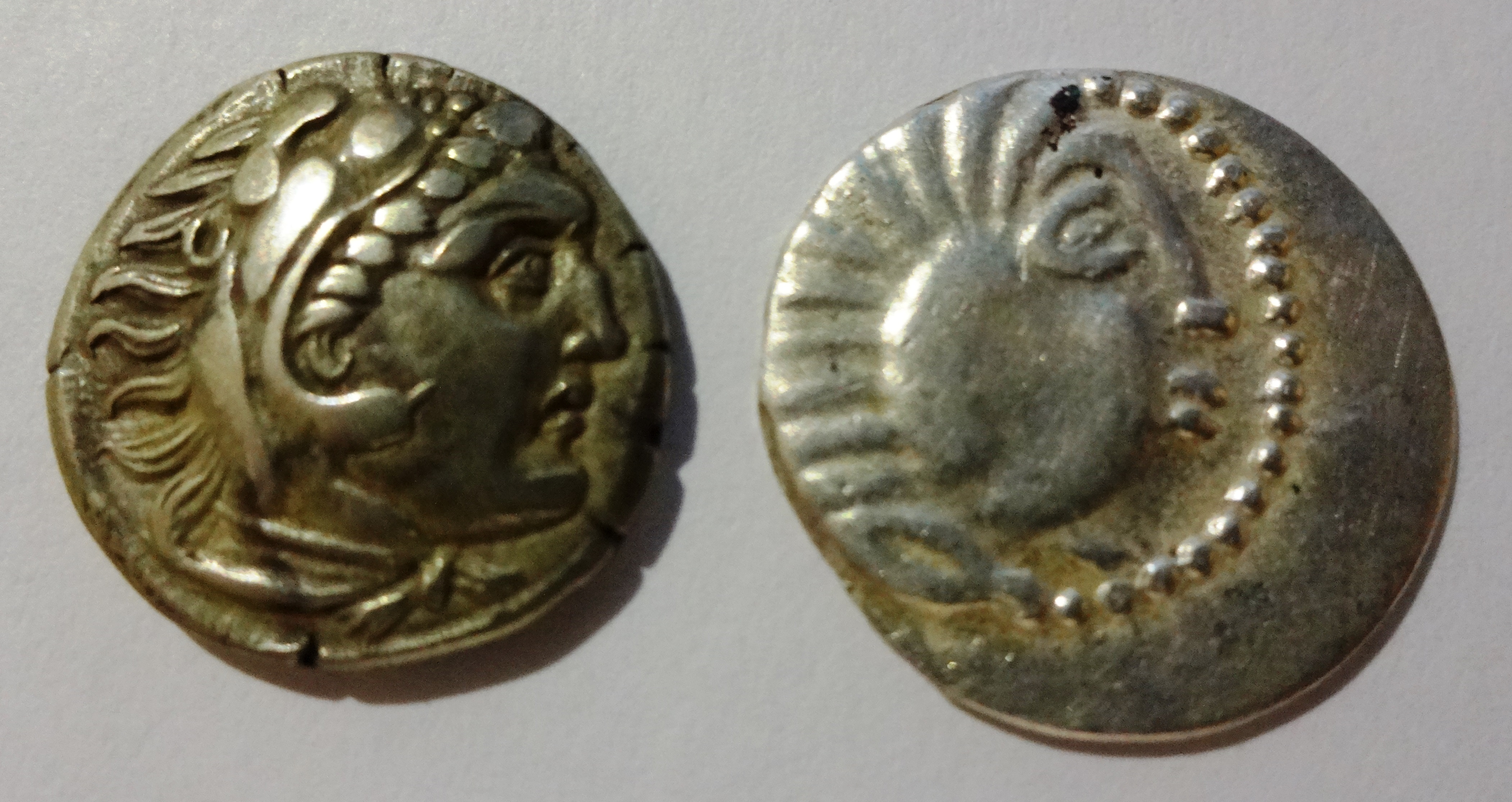
Griechische Drachme (links), keltische Nachahmung (rechts), Portraitseiten

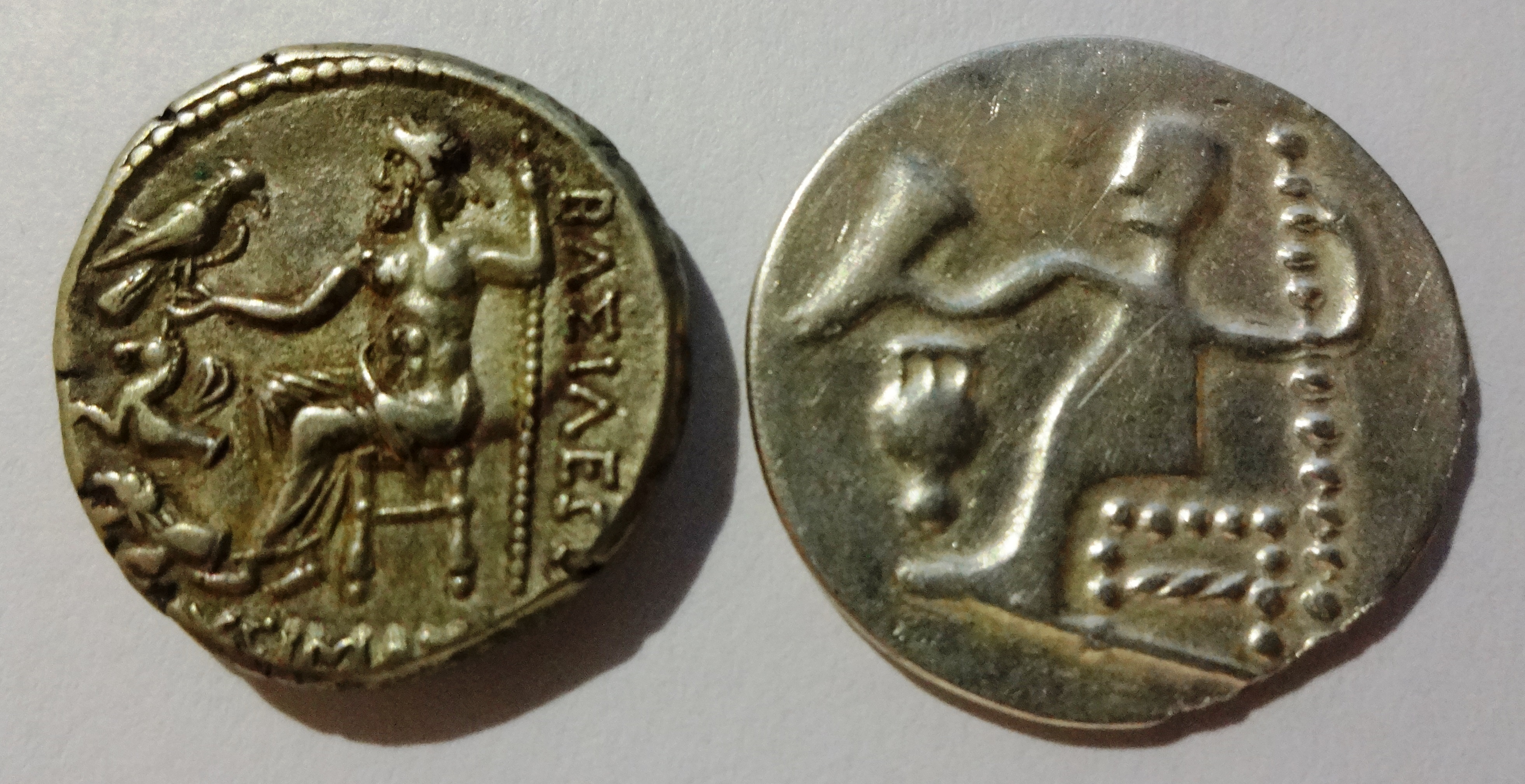
Rückseiten griech. Drachme (links) und keltische Nachprägung (rechts)

## Zeitliche und regionale Unterschiede

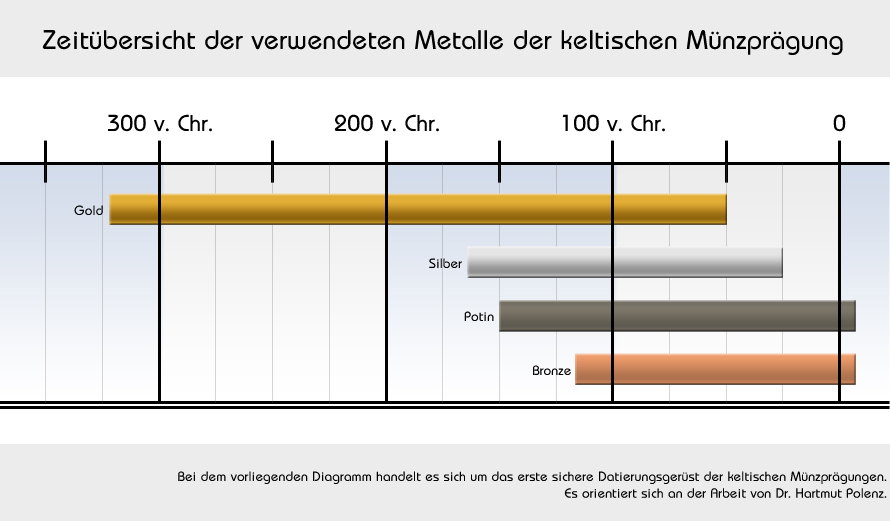
Zeitraum von ca. 300 v. Chr. bis zur Zeitenwende

### Verwendete Münzmetalle
Systematische Auswertungen von Grabfunden haben ergeben, dass in der keltischen Münzprägung im Laufe der Zeit unterschiedliche Metalle verwendet wurden. Im Gegensatz zu den griechischen oder römischen Münzen waren die ersten keltischen Münzen aus Gold. Diese Goldmünzen wurden bis zur Mitte des 1. Jahrhunderts v. Chr. geprägt und dienten zunächst wahrscheinlich lediglich dem Informationsaustausch sowie als Schatzgeld. Ab der Mitte des 2. Jahrhunderts v. Chr. bis zur römischen Eroberung Galliens wurden auch Silbermünzen geprägt. Spätestens zu Beginn des 1. Jahrhunderts v. Chr. war zumindest die westliche (gallische) Oppidakultur dazu übergegangen, Münzen aus Gold, Silber  und Bronze zu prägen. Die typische Legierung aus Kupfer und Zinn wird als „keltische Münzbronze“ bezeichnet. Die französische Sprache kennt dafür die Bezeichnung Potin und unterscheidet zwischen „Potin gris“ und „Potin jaune“.
Die keltischen Münzen bilden kein einheitliches Münzsystem. Im ostkeltischen Raum und am Mittelmeer dominierte Silber als Münzmetall, im Westen hingegen Gold.

### Stilistische Unterschiede
Keltische Stämme, die im 9. Jahrhundert vor Christus nach Spanien eingewandert waren, lebten ab ca. 200 v. Chr. in den römischen Provinzen Hispania citerior und Hispania ulterior. Seitdem begannen dort auch eigene Münzprägungen der Städte, die häufig von griechischen und römischen Vorbildern beeinflusst waren. Die im nördlichen Spanien geprägten Keltenmünzen orientierten sich deshalb in den Nominalen (vor allem Denare und Asse) und in der Gestaltung stark an den Vorbildern der Römischen Republik und der frühen Kaiserzeit. Auch wenn die Silberdenare mit einem bärtigen Männerkopf auf der Portraitseite nur grob dem behelmten Romakopf der Republikdenare gleichen, ist der auf der Rückseite gezeigte Reiter mit eingelegter Lanze den ebenso dargestellten Dioskuren der Republikdenare sehr ähnlich. Auch die Asse aus Bronze gleichen mit der Gestaltung des Porträts und der lateinischen Beschriftung den römischen Vorbildern. Das gilt insbesondere für Münzen, die in Städten mit dem Status municipium (z. B. Gades) geprägt wurden und das Porträt des Augustus oder später des Tiberius trugen.
In Gallien sind unterschiedliche Einflüsse erkennbar. Die von Griechen gegründete Stadt Massalia prägte Drachmen und Obole mit dem Brustbild der Artemis und folgte damit den Vorbildern Griechenlands. Die Münzen der römischen Kolonien Nemausus (heute Nîmes) oder der Provinzhauptstadt Lugdunum gehörten zum römischen Münzsystem. Dagegen sind die Prägungen der gallischen Stämme vor der römischen Besetzung in einem eigenen Stil mit einer starken Stilisierung (meistens Köpfe und Pferde) versehen worden. Der gallobelgische Stamm war nach Britannien emigriert. Eine 40–20 v. Chr. geprägte Münze zeigt ein galoppierendes Pferd über einem achtspeichigen Rad.
Einen hohen Grad der Stilisierung zeigten auch die bekanntesten Goldmünzen keltischer Prägung, die so genannten Regenbogenschüsselchen im südgermanischen Siedlungsraum meistens mit einem Halbkranz oder einem Vogelkopf auf der Vorderseite und Kugeln, gelegentlich in einem Torques, auf der Rückseite. Daneben wurden Silberquinare geprägt, die häufig stilisierte Büschel und Pferde oder auch das „tanzende Männlein“ zeigen. Ein Münzfund aus Duderstadt bei Göttingen besteht aus einer schüsselförmigen Goldmünze, die einen Stater der Remer darstellt.
In Oberitalien wurden, wie in Massalia, griechische Drachmen imitiert, während die sogenannten Ostkelten Drachmen und Tetradrachmen von Philipps II., seinem Sohn Alexander dem Großen und der Insel Thasos als Vorbilder nahmen.
Grob zusammengefasst folgten westkeltische Münzen entweder römischen oder griechischen Vorbildern ohne oder mit geringerer Stilisierung. Ostkeltische Münzen folgten hellenistischen Vorbildern mit erheblicher Stilisierung. Nach einem rein keltischen Stil sind die Münzen der gallischen Stämme vor der römischen Besetzung und der in Südgermanien gestaltet. Grundsätzlich hat der Abstraktionsgrad keltischer Münzen im Lauf der Zeit zugenommen. Das heißt: Je abstrakter das gezeigte Münzbild ist, desto wahrscheinlicher ist die Münze jüngeren Datums.

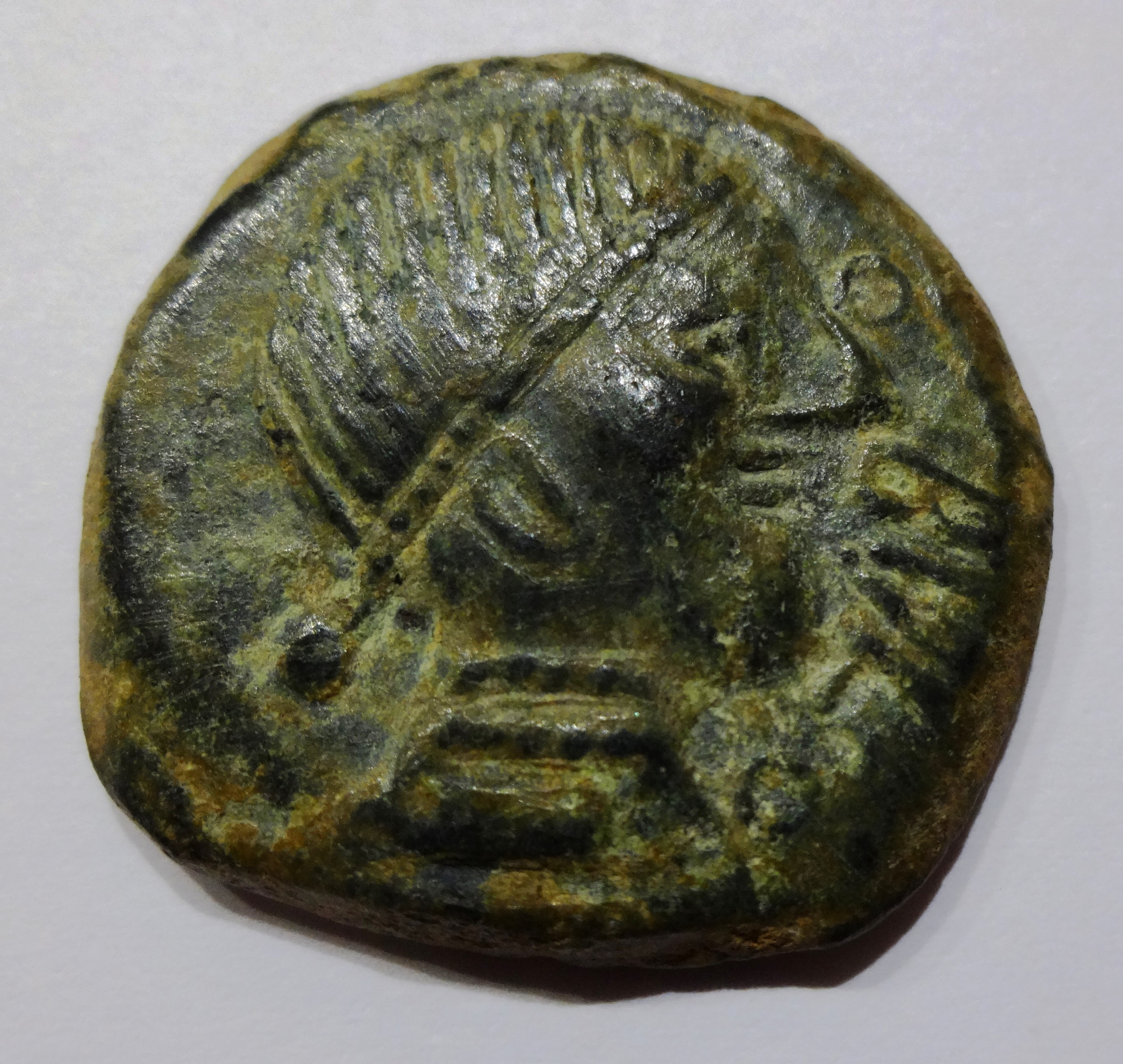
Keltisches As (Bronze) aus Obulco, Vorderseite, um 100 v. Chr.

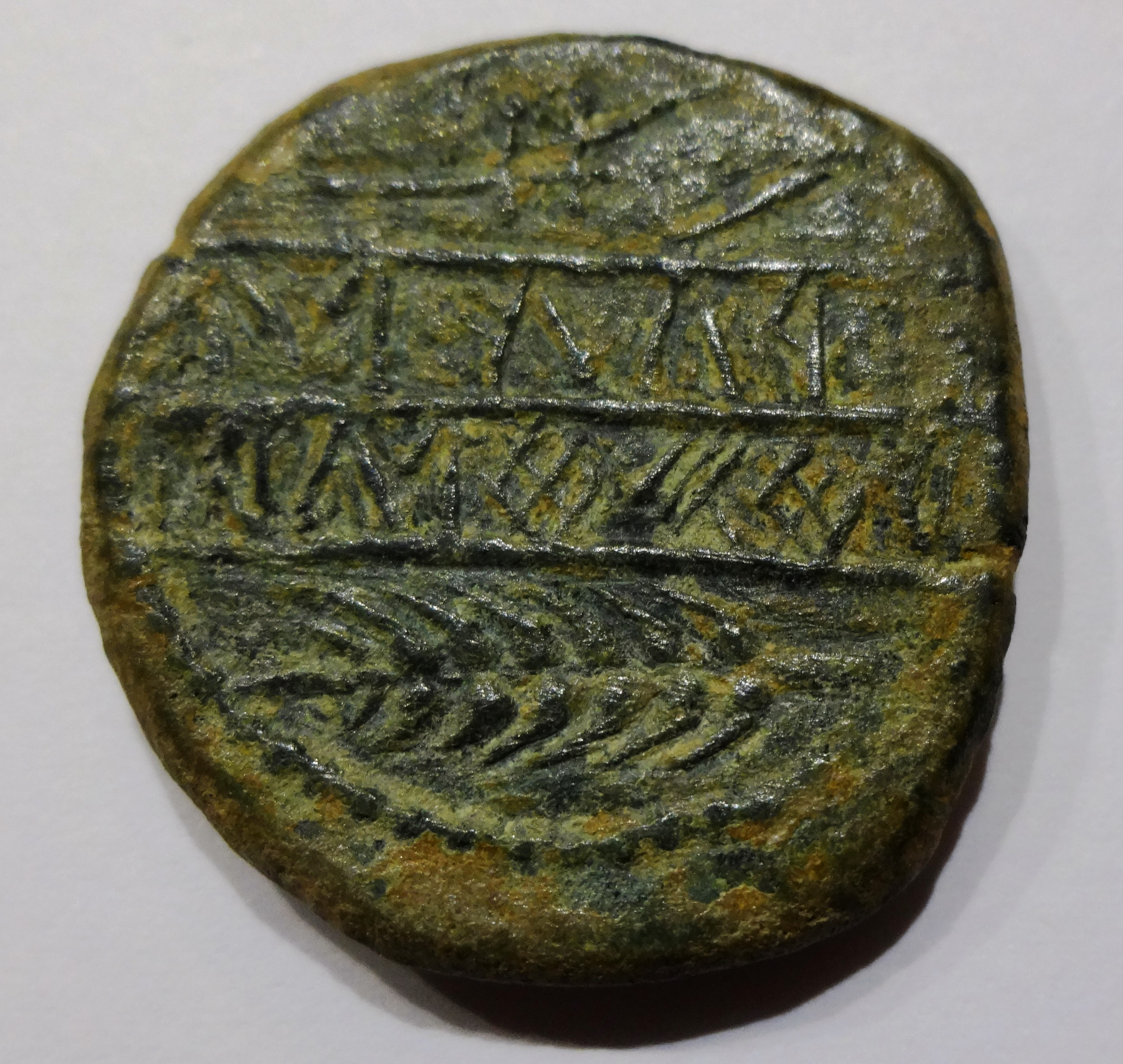
Keltisches As aus Obulco, Rückseite

## Prägetechnik
Das Prägen von Münzen lehnte sich technisch an andere Kulturen an. Zunächst wurden Münzrohling, auch Schrötlinge genannt, hergestellt. Dazu wurden mit kleinen Mulden versehene Tontafeln, die Tüpfelplatten, mit genau abgewogenen Metallmengen bestückt, um welche ein Holzkohlefeuer geschürt wurde. Sobald das Metall geschmolzen war, ließ man es abkühlen. Waren die Schrötlinge erkaltet, so wurden sie mit einem Münzstempel und einem Hammer geprägt (Hammerprägung). Der Münzstempel bestand aus einem Bronzekern, der das Motiv trug, sowie einem Eisenring, der den Bronzekern vor dem Springen bewahrte. An der Rückseite befand sich oft ein Dorn, der den Stempel mit einer Werkunterlage verbinden konnte. Außer dem Münzstempel wurden auch andere Werkzeuge benötigt. Um einen abgenutzten Stempel nachzuschneiden, benötigte der Stempelschneider Stichel, Feilen und Zangen. Auch Gusstiegel, Blasebälge sowie Feinwaagen wurden benötigt.

## Symbolik

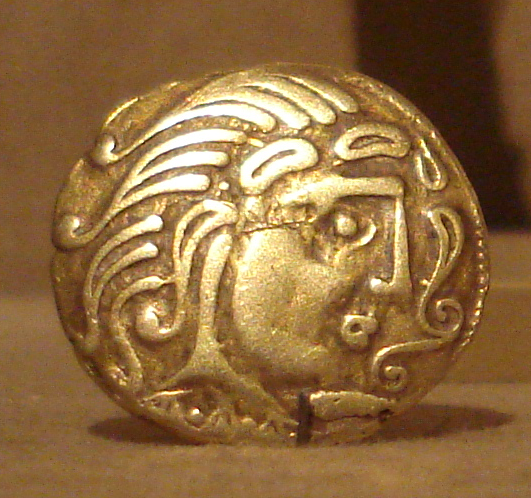
Keltische Münze als Beispiel ihrer Symbolik.

Manche Forscher sind der Auffassung, in den Münzbildern sei eine keltische Symbolik kodiert, ähnlich wie in den Münzen des Mittelmeerraumes ja auch gewisse Inhalte dargestellt sind. Die Grenzen der wissenschaftlich-numismatisch geführten Interpretation sind sehr eng. Verfechter der „Symbolik-Theorie“ dehnen diese Grenze erheblich auf und verlassen dabei oft den Raum der gesicherten Erkenntnisse. Folgendes wird von den Verfechtern der „Symbolik-Theorie“ vertreten: Im Lauf der Zeit veränderten sich die ursprünglichen Motive der Münzen bis zur Unkenntlichkeit und wurden auch teilweise durch eigene ersetzt.
Schon in frühen Nachprägungen waren die Münzbilder von keltischer Symbolik dominiert. Im Gegensatz zu den Münzen anderer Kulturen bilden die Kelten keine Körper, sondern Geister ab. Die Münzen dienten nicht nur als Zahlungsmittel, sondern waren vor allem Träger mystischer und religiöser Zeichen.
Das am häufigsten vorkommende Symbol ist der Kreis oder die Kugel. Dieses Symbol entspricht dem Schlangenei, welches Plinius der Ältere erwähnt. Es steht für Fruchtbarkeit und die 1 in der keltischen Zahlensymbolik. Da alle anderen Zahlen durch die 1 darstellbar sind, steht sie somit auch für die Gesamtheit der keltischen Mystik.
Zwei Halbkugeln, sowie die Mandel- und die Sichelform symbolisieren den Mond, die Fruchtbarkeit und das Weibliche. Drei Kugeln stehen für die Sonne, teilweise auch durch ein Rad oder eine Triskele dargestellt.